# Canthylidia tenuistria
Canthylidia tenuistria är en fjärilsart som beskrevs av Turner 1902. Canthylidia tenuistria ingår i släktet Canthylidia och familjen nattflyn. Inga underarter finns listade i Catalogue of Life.